# Фуяра
Фуярата (на словашки: Fujara, [ˈfujɑrɑ]) е словашки духов инструмент, народен музикален инструмент от групата на аерофоните.
Това е вид флейта със значителни размери (1,6 – 2 m). Издава дълбоки басови тонове. Фуярата обикновено се изработва от дървесина на черен бъз и се импрегнира с ленено масло. Има три отвора, които се закриват с пръсти. Свиренето на този музикален инструмент изисква изправена поза. Използва се от пастири, а също и при тържествени или траурни случаи.
През 2008 г. инструментът е вписан в представителния списък на нематериалното културно наследство на ЮНЕСКО